# J.R. Smith
Earl Joseph "J.R." Smith III, född 9 september 1985 i Freehold Borough i New Jersey, är en amerikansk före detta professionell basketspelare. Han spelade senast för Cleveland Cavaliers i NBA.